# Parker McKenna Posey

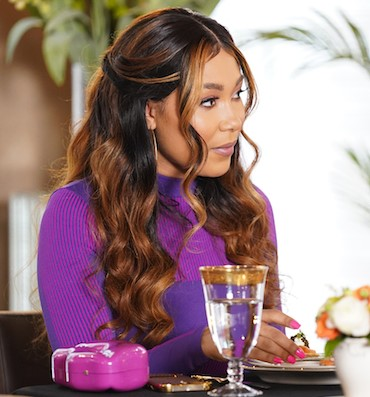
Parker McKenna Posey, 2021

Parker McKenna Posey (* 18. August 1995 in Los Angeles, Kalifornien) ist eine US-amerikanische Filmschauspielerin.

## Biografie
Posey wurde als drittes von vier Kindern von Polo Posey und Heather Stone im bekannten Cedar Sinai Hospital in Los Angeles geboren. Ihre Eltern sind mittlerweile geschieden; Posey hat durch die neue Beziehung ihres Vaters drei Halbgeschwister.
Bereits im Alter von zwei Jahren hatte Posey in einem Werbespot der Marke Kodak gespielt, ehe sie für Disney-Kataloge posierte. Ihren ersten Auftritt vor der Filmkamera hatte sie in Macy Grays Musikvideo Sweet Sweet Baby. 2001 erhielt sie ihre erste Filmrolle in der Fernsehserie NYPD Blue. Doch erst ihre Rolle der Kady Kyle in der US-Sitcom What’s Up, Dad?, in der sie Damon Wayans Tochter spielte, sollte sie auch international bekannt machen. Für die Darstellung wurde sie zweimal für den Young Artist Award nominiert. In der Serie iCarly hatte sie einen Gastauftritt in der Folge iWant My Website Back.

## Filmografie (Auswahl)
- 2001: New York Cops – NYPD Blue (NYPD Blue, Fernsehserie, 1 Episode)
- 2001–2005: What’s Up, Dad? (My Wife and Kids, Fernsehserie, 121 Episoden)
- 2004: Strong Medicine: Zwei Ärztinnen wie Feuer und Eis (Strong Medicine, Fernsehserie, 1 Episode)
- 2005: Meet the Santas
- 2007: Alice Upside Down
- 2009: iCarly (1 Episode)
- 2014: Street Life